# Ґренджа-Донський Василь Степанович
Васи́ль Ґре́нджа-Донськи́й (24 квітня 1897, с. Волове на Закарпатті (нині смт Міжгір'я) — 25 листопада 1974, Братислава, Словацька Соціалістична Республіка) — український поет, прозаїк, драматург, публіцист, перекладач, громадсько-культурний і політичний діяч, один із творців Карпатської України, редактор щоденної газети Карпатської України «Нова свобода», співредактор часопису «Русинъ». Борець  за незалежність України у ХХ сторіччі.

## Життєпис
Народився 24 квітня 1897 року на Закарпатті у Воловому в типовій верховинській родині.
По закінченні народної школи у Воловому, Василь Ґренджа не зміг далі вчитися, бо батько застудився на лісорозробках і відтоді все життя тяжко хворів, тому не мав грошей на навчання сина. Ще підлітком Василь працював помічником дяка.
У 1912 р. перейшов працювати листоношею за харч і притулок в коморі контори.
У вільний від праці час займався самоосвітою і склав іспити за повний курс тогочасної школи, вивчив угорську мову.
1915 року призваний в армію, невдовзі тяжко поранений на фронтах Першої світової війни, лікувався у Будапешті, знову воював і як офіцер брав участь в Угорській революції. Під час лікування, самостійно навчаючись, склав іспити за два курси Торговельної академії, а по війні — й за третій, останній.
1921 повернувся на Закарпаття. З того часу розпочав літературну діяльність. Життя і творчість В. Ґренджі-Донського охоплюють два важливі періоди. Перший — на рідному Закарпатті, де він писав і видавав власні твори та редагував журнал «Наша Земля» (1927-28), яка була першим на Закарпатті українським літературно-суспільним органом виразно радянофільського напряму. У ній друкувалися твори радянських письменників, особливо з Радянської України, статті про життя і культурний розвиток країни. Другий період — на еміграції в Словаччині, куди В. Ґренджа-Донський зі своїми однодумцями втік з мадярської в'язниці після придушення незалежної Карпатської України.
З ім'ям В. Ґренджі-Донського тісно пов'язані розвиток і становлення нової української літератури та національного відродження на Закарпатті.

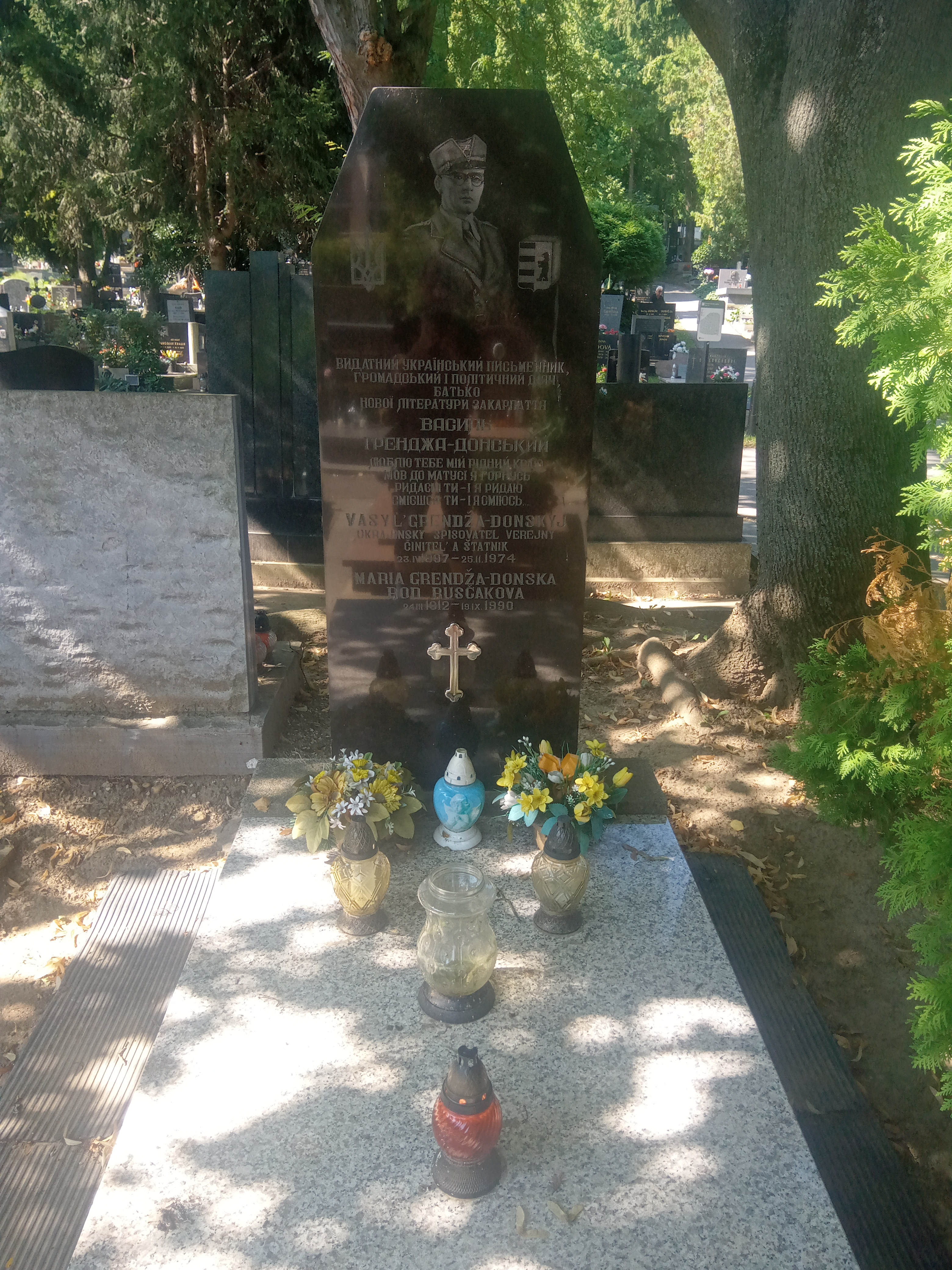
Поховання Василя Ґренджі-Донського та його дружини

Його збірка поезій «Квіти з терньом», що вийшла друком у 1923 році, була першою в краї книгою світського автора, написаною українською літературною мовою, а інша — «Шляхом терновим», 1924 року видання — першою книгою, опублікованою українським фонетичним правописом.
Відтак з'являлися книжка за книжкою В. Ґренджі-Донського: збірка поезій «Золоті ключі» (1923), «Тернові квіти полонин» (1928), «Тобі, рідний краю» (1936), «Збірка оповідань з карпатських полонин» (1926), «Покрив туманом співучі ріки…» (1928), історична поема «Червона скала» (1930), історична повість «Ілько Липей — карпатський розбійник» та ін..
Все життя, за винятком короткого періоду Карпатської України, працював фінансистом. Спочатку в Будапешті, потім в Ужгороді у Подкарпатському банку, де працював до осені 1938-го.
З осені 1938 р. до 16 березня 1939 р. був діячем Карпатської України, редактором «Урядового Вісника Правительства Карпатської України».
Після її окупації Угорщиною був тяжко катований в тюрмі та концтаборах.
7 серпня 1939-го втік до Братислави (Словаччина), де працював бухгалтером.
Дух Карпатської України витав у ньому до кінця життя. До слова, його дочка Аліса Ґренджа-Донська в часи боротьби за цю державу (1938—1939) була медсестрою, доглядала за пораненими. Подіям, пов'язаним з розбудовою Карпатської України, присвятив книгу спогадів «Щастя і горе Карпатської України. Щоденник. Спогади». Повне видання творів В. Ґренджі-Донського у 12-ти томах видала в США його дочка Аліса.
Василь Ґренджа-Донський — автор збірок поезій, історичних драм, повістей, мемуарів.
Помер 25 листопада 1974 р. у Братиславі, де й похований на Славічовому удолі. Номер могили: PARK 38 у VIP-секторі, біля канцелярії цвинтаря. Місце поховання проплачено до 2034 року.[джерело?]

## Твори
Автор поетичних збірок
- «Квіти з терням» (1923),
- «Золоті ключі» (1923),
- «Шляхом терновим» [Архівовано 28 січня 2021 у Wayback Machine.] (1924),
- «Китиця квіток» (1925),
- «Тернові квіти полонин» (1928),
- «Тобі, рідний краю» (1936),
- «За ґратами» (1939),
- «Місячні груні» (1969);

прозових творів
- «Оповідання з закарпатських полонин»,
- «Немає набоїв»(1930),
- «Ілько Липей — карпатський розбійник» (Львів, 1936) [Архівовано 24 жовтня 2020 у Wayback Machine.]

збірки вибраних творів
- «Шляхом терновим» (Пряшів,1964; К., 1972)

драматичних поем
- «Зруб» (1948),
- «Русалка» (1945,
- Пряшів, 1968),
- «Спогадів» (1966).

### Окремі видання
- «Тернові квіти полонин», 1928;
- «Оповідання з Карпатских полонин», 1928.
- «Ілько Липей — Карпатський розбійник» [Архівовано 9 листопада 2012 у Wayback Machine.], 1935—1936
- «Щастя і горе Карпатської України: Щоденник» [Архівовано 23 грудня 2006 у Wayback Machine.], 2002.

«Назустріч волі» — збірка оповідань про гуцульське повстання 1919.

Письменник писав: 
| | \| Улюбленою моєю темою є героїчна доба 1918/19 років і я завжди туди повертаюся, щоб на моїй скромній бандурі оспівати Святий Бунт і черпати сили на дальше. \| |
| Улюбленою моєю темою є героїчна доба 1918/19 років і я завжди туди повертаюся, щоб на моїй скромній бандурі оспівати Святий Бунт і черпати сили на дальше. | |

У збірці є вісім оповідань, об'єднаних темою боротьби гуцулів за свободу і національне самовизначення. Кожне оповідання побудоване на конкретних фактах, хоча учасники подій названі не справжніми іменами, а вигаданими. Головний герой — Степан Шовковий.
В оповіданні «Від Ясіня до Сиґоту» з документальною точністю подано опис внутрішнього ладу Гуцульської республіки: представницьку раду, військо, суд, закордонні зв'язки, промисли, культурні установи тощо.

## Цікаві факти
Існує версія, що є автором тексту пісні «Пливе кача по Тисині»

## Вшанування пам'яті
Меморіальна дошка на будинку в Ужгороді, де до 1938 року проживав поет, відкрита 7 грудня 2011 року, скульптор Іван Маснюк.
Вулиця Василя Гренджі-Донського у містах Мукачево, Хуст.
12 квітня 2016 року на честь Василя Ґренджі-Донського у селі Олешник Виноградівського району перейменували вулицю В. Терешкової.
В Ужгороді ЗОШ № 6 носить ім'я Василя Ґренджі-Донського та площа Гренджі-Донського.
12 листопада 2019 року в Києві вулицю Пшеничну перейменували на вулицю Ґренджі-Донського.

## У літературі
Петро Скунць присвятив поетові вірш «Ґренджа-Донський»:
 
Бо наша правда — для тюрми.

А на свободі надто гречна.

Збагне Америка, не ми,
 
що є поет високий Ґренджа.

Він є і каже: я — це ви.

Та в путах держать нас «гулаги».

Ми Закарпаття — для Москви,
 
а Підкарпаття ми — для Праги.

І каже він: блудні сини,

повзуча ваша суть зміїна,

таж ми — не просто русини,
 
аж ми — Карпатська Україна.

За це я жив. За це я ліг

не у свою — словацьку землю.

Але від ваших рук і ніг

себе я вже не відокремлю